# Sympterygia lima
Sympterygia lima (лат.) — вид скатов рода Sympterygia семейства Arhynchobatidae. Обитают в субтропических водах юго-восточной части Тихого океана между 18° ю. ш. и 40° ю. ш. Встречаются на глубине до 60 м. Их крупные, уплощённые грудные плавники образуют округлый диск с треугольным вытянутым рылом. Максимальная зарегистрированная длина 62 см. Откладывают яйца. Не являются объектом целевого промысла. 

## Таксономия
Впервые новый вид был научно описан в 1835 году.

## Ареал
Эти скаты являются эндемиками вод, омывающих побережье Чили. Встречаются на глубине от 30 до 60 м.

## Описание
Широкие и плоские грудные плавники этих скатов образуют диск в виде ромба с треугольным заострённым рылом и закруглёнными краями.  На вентральной стороне диска расположены 5 жаберных щелей, ноздри и рот. Хвост длинный и тонкий. На хвосте имеются латеральные складки. 2 маленьких спинных плавника расположены на хвостовом стебле. Хвостовой плавник редуцирован. Максимальная зарегистрированная длина 62 см.

## Биология
Эти скаты ежегодно откладывают яйца, заключённые в твёрдую роговую капсулу с выступами по углам. Эмбрионы питаются исключительно желтком. Длина новрождённых около 6 см. Самцы и самки достигают половой зрелости при длине 45 см и 50,5 см, соответственно. Рацион состоит из ракообразных, в основном Austropandalus grayi и Pseudocorystes sycarius.

## Взаимодействие с человеком
Эти скаты не являются объектом целевого лова. Попадаются в качестве прилова при донном тралении. Данных для оценки Международным союзом охраны природы охранного статуса вида недостаточно.